# Mike Williamson
Michael James Williamson (ur. 8 listopada 1983 w Stoke-on-Trent, Anglia) – angielski obrońca występujący w Oxford United.